# Arutz Sheva
Arutz Sheva (hebräisch ערוץ שבע „Kanal Sieben“; auch Arutz Scheva, im Englischen auch Israel National News), mit Sitz in Beit El nördlich von Jerusalem, ist ein israelisches Nachrichtenportal. Es betreibt den englischsprachigen Internetsender Arutz Sheva Israel National Radio, der religiös-zionistisch ausgerichtet ist und als Sprachrohr der israelischen Siedler in den besetzten Gebieten gilt.

## Geschichte
Arutz Sheva wurde von der Beit El Yeshiva gegründet. Die Station nahm 1988 den Betrieb auf und sendete zuerst vom Schiff Hatzvi im Mittelmeer.
Die israelische Regierung versuchte mehrmals, die Ausstrahlungen des Senders zu unterbinden. Erst 1999 verabschiedete die Knesset ein Gesetz, das den Radiosender legalisierte.
Am 26. März 2002 entzog das Oberste Gericht dem Sender die Sendelizenz innerhalb Israels. Damit gab das Oberste Gericht einem Antrag von Knessetabgeordneten der linksgerichteten Awoda und der Meretz-Partei sowie der radikal-säkularen Schinui-Partei statt, die sich für eine Aufhebung der Entscheidung der Knesset aus dem Jahr 1999 ausgesprochen hatten.
Heute wird Arutz Sheva unter dem Namen Arutz Sheva Israel National Radio über das Internet verbreitet. Er bezeichnet sich selbst als den einzigen unabhängigen Radiosender in Israel und bietet ein englischsprachiges Programm an. Ergänzend werden Internetfernsehsendungen in Englisch und Hebräisch sowie eine Website mit Nachrichten und eine kostenlose gedruckte Wochenzeitung produziert. Zu den bekannten Autoren gehört Schmuel Sackett.